# Nesotriccus
Nesotriccus – rodzaj ptaków z podrodziny eleni (Elaeniinae) w obrębie rodziny tyrankowatych (Tyrannidae).

## Zasięg występowania
Rodzaj obejmuje gatunki występujące w Ameryce Środkowej i Ameryce Południowej.

## Morfologia
Długość ciała 10,5–12,5 cm; masa ciała 7–13 g.

## Systematyka
Rodzaj zdefiniował w 1895 roku amerykański zoolog Charles Haskins Townsend w artykule poświęconym ptakom z Wysp Kokosowych i Malpelo opublikowanym w czasopiśmie Bulletin of the Museum of Comparative Zoology at Harvard College. Gatunkiem typowym jest (oryginalne oznaczenie) kokosanka (N. ridgwayi).

### Etymologia
- Nesotriccus (Nesotrichus): gr. νησος nēsos ‘wyspa’ (tj. Wyspa Kokosowa); rodzaj Triccus Cabanis, 1846 (klinodziobek)[7].
- Phaeomyias (Chaeomyias): gr. φαιος phaios ‘ciemny, brązowy’; nowołac. myias ‘muchołówka’, od gr. μυια muia, μυιας muias ‘mucha’; πιαζω piazō ‘chwytać’[8]. Gatunek typowy: Berlepsch wymienił trzy gatunki – Elainea incomta[c] Cabanis & Heine 1859, Myiopatis wagae[c] Taczanowski, 1884 i Phyllomyias tumbezana Taczanowski, 1877 – Elainea incomta[c] Cabanis & Heine 1859.

### Podział systematyczny
Do rodzaju należą następujące gatunki:
- Nesotriccus murinus (von Spix, 1825) – mysityranik jasnoskrzydły
- Nesotriccus ridgwayi C.H. Townsend, 1895 – kokosanka
- Nesotriccus tumbezanus (Taczanowski, 1877) – mysityranik Taczanowskiego
- Nesotriccus maranonicus J.T. Zimmer, 1941 – mysityranik cynamonowy